# Campeonato Sul-Americano de Corta-Mato de 1994
O 9º Campeonato Sul-Americano de Corta-Mato de 1994 foi realizado em Manaus, no Brasil, entre os dias 12 e 13 de janeiro de 1994. Participaram da competição 81 atletas de seis nacionalidades, mais um atleta de uma nacionalidade convidada. Na categoria sênior masculino Silvio Guerra do Equador levou o ouro, e na categoria sênior feminino Carmem de Oliveira do Brasil levou o ouro. 

## Medalhistas
Esses foram os campeões da competição. 
| Evento                     | Ouro                               | Ouro  | Prata                                 | Prata | Bronze                           | Bronze |
| -------------------------- | ---------------------------------- | ----- | ------------------------------------- | ----- | -------------------------------- | ------ |
| Individual                 |                                    |       |                                       |       |                                  |        |
| Masculino sênior (12,1 km) | Silvio Guerra · Equador            | 38:39 | Artur de Freitas Castro · Brasil      | 39:04 | Ronaldo da Costa · Brasil        | 39:15  |
| Masculino júnior (7,3 km)  | Marcelo Elario Blanco · Brasil     | 24:16 | Márcio dos Santos · Brasil            | 24:24 | Fabio Anderson Biscola · Brasil  | 24:43  |
| Masculino juvenil (3,7 km) | Roney Acelino de Souza · Brasil    | 13:04 | Alexandre Gonçalves da Silva · Brasil | 13:11 | Elizeu Bezerra de Souza · Brasil | 14:08  |
| Feminino sênior (6,1 km)   | Carmem de Oliveira · Brasil        | 21:57 | Viviany Anderson de Oliveira · Brasil | 22:04 | Silvana Pereira · Brasil         | 22:10  |
| Feminino júnior (3,7 km)   | Fabiana Cristine da Silva · Brasil | 14:03 | María Virginia Fuente · Argentina     | 14:17 | Miriam Achote · Equador          | 14:22  |
| Feminino juvenil (2,5 km)  | Adriana Ramos Lopes · Brasil       | 10:03 | Michelle Barreto Costa · Brasil       | 10:21 | Natalia Bourquin · Argentina     | 10:25  |
| Equipe                     |                                    |       |                                       |       |                                  |        |
| Masculino sênior           | Brasil                             | 10    | Argentina                             | 26    |                                  |        |
| Masculino júnior           | Brasil                             | 6     | Argentina                             | 15    |                                  |        |
| Masculino juvenil          | Brasil                             | 6     |                                       |       |                                  |        |
| Feminino sênior            | Brasil                             | 6     | Argentina                             | 15    |                                  |        |
| Feminino júnior            | Equador                            | 14    | Brasil                                | 14    | Argentina                        | 17     |
| Feminino juvenil           | Brasil                             | 6     |                                       |       |                                  |        |

## Resultados da corrida

### Masculino sênior (12,1 km)
Individual
| Posição           | Atleta                      | Nacionalidade | Tempo |
| ----------------- | --------------------------- | ------------- | ----- |
| Medalha de ouro   | Silvio Guerra               | Equador       | 38:39 |
| Medalha de prata  | Artur de Freitas Castro     | Brasil        | 39:04 |
| Medalha de bronze | Ronaldo da Costa            | Brasil        | 39:15 |
| 4                 | Delmir Alves dos Santos     | Brasil        | 39:31 |
| 5                 | Luíz Antônio dos Santos     | Brasil        | 39:40 |
| 6                 | Antonio Silio               | Argentina     | 40:10 |
| 7                 | Oscar Amaya                 | Argentina     | 40:21 |
| 8                 | Leonardo Malgor             | Argentina     | 40:26 |
| 9                 | Valdenor Pereira dos Santos | Brasil        | 40:51 |
| 10                | Franklin Tenorio            | Equador       | 41:07 |
| 11                | Juan Pablo Juárez           | Argentina     | 41:12 |
| 12                | Doval Carneiro da Silva     | Brasil        | 41:25 |
| 13                | Antonio Ibañez              | Argentina     | 42:11 |
| 14                | Daniel Castro               | Argentina     | 42:31 |
| 15                | Marcelo Cascabelo           | Argentina     | 42:40 |
| —                 | Mike O'Reilly               | Grã-Bretanha  | 43:28 |
| 16                | José Geraldo Monteiro       | Brasil        | 43:31 |
| 17                | Romero Oliveira             | Brasil        | 43:46 |
| 18                | Paulino Martins             | Brasil        | 43:46 |
| 20                | Julio Hernández             | Colômbia      | 45:17 |

Equipe
| Artur de Freitas Castro       | 1     |
| Ronaldo da Costa              | 2     |
| Delmir Alves dos Santos       | 3     |
| Luíz Antônio dos Santos       | 4     |
| (Valdenor Pereira dos Santos) | (n/s) |
| (Doval Carneiro da Silva)     | (n/s) |
| (José Geraldo Monteiro)       | (n/s) |

| Antonio Silio       | 5     |
| Oscar Amaya         | 6     |
| Leonardo Malgor     | 7     |
| Juan Pablo Juárez   | 8     |
| (Antonio Ibañez)    | (n/s) |
| (Daniel Castro)     | (n/s) |
| (Marcelo Cascabelo) | (n/s) |

* Nota: Os atletas entre parênteses não pontuaram para o resultado da equipe.

### Masculino júnior (7,3 km)
Individual
| Posição           | Atleta                        | Nacionalidade | Tempo |
| ----------------- | ----------------------------- | ------------- | ----- |
| Medalha de ouro   | Marcelo Elario Blanco         | Brasil        | 24:16 |
| Medalha de prata  | Márcio dos Santos             | Brasil        | 24:24 |
| Medalha de bronze | Fabio Anderson Biscola        | Brasil        | 24:43 |
| 4                 | Iván Noms                     | Argentina     | 24:58 |
| 5                 | Robinson Alves                | Brasil        | 25:20 |
| 6                 | Julián Peralta                | Argentina     | 25:33 |
| 7                 | Darío Nuñez                   | Argentina     | 25:53 |
| 8                 | Gustavo Adolfo Silva de Paula | Brasil        | 26:30 |
| 9                 | Julio Lima Pinheiro           | Brasil        | 27:47 |
| 10                | Railton Ipiranga de Araújo    | Brasil        | 27:57 |
| 11                | Enoch Guimarães Monteiro      | Brasil        | 28:04 |
| 12                | Marcelo Zabala                | Argentina     | 28:17 |
| 13                | Vagener Castro Pontes         | Brasil        | 28:56 |
| 14                | Fabiano Costa Maia            | Brasil        | 29:34 |
| 15                | Flavir René de Batalha        | Brasil        | 29:49 |
| 16                | Leandro Oliveira da Silva     | Brasil        | 30:28 |
| 17                | Charles Andre Marialva        | Brasil        | 32:48 |

Equipe
| Marcelo Elario Blanco           | 1     |
| Márcio dos Santos               | 2     |
| Fabio Anderson Biscola          | 3     |
| (Robinson Alves)                | (n/s) |
| (Gustavo Adolfo Silva de Paula) | (n/s) |
| (Julio Lima Pinheiro)           | (n/s) |
| (Enoch Guimarães Monteiro)      | (n/s) |

| Iván Noms        | 4     |
| Julián Peralta   | 5     |
| Darío Nuñez      | 6     |
| (Marcelo Zabala) | (n/s) |

* Nota: Os atletas entre parênteses não pontuaram para o resultado da equipe.

### Masculino juvenil (3,7 km)
Individual
| Posição           | Atleta                       | Nacionalidade | Tempo |
| ----------------- | ---------------------------- | ------------- | ----- |
| Medalha de ouro   | Roney Acelino de Souza       | Brasil        | 13:04 |
| Medalha de prata  | Alexandre Gonçalves da Silva | Brasil        | 13:11 |
| Medalha de bronze | Elizeu Bezerra de Souza      | Brasil        | 14:08 |
| 4                 | Armando Cordeiro Duarte      | Brasil        | 14:30 |
| 5                 | Célio Antônio Costa          | Brasil        | 16:08 |
| 6                 | Walter Oliveira de Alcântara | Brasil        | 16:33 |
| 7                 | Elno de Souza                | Brasil        | 16:39 |
| 8                 | Paulo Cesar Rodrigues        | Brasil        | 17:04 |
| 9                 | Paulo Henrique Freitas       | Brasil        | 17:13 |
| 10                | Márcio Franca Saravia        | Brasil        | 18:51 |

Equipe
| Posição                      | Equipe | Pontos |
| ---------------------------- | --- | ------ |
| Medalha de ouro              | Brasil · \| Roney Acelino de Souza \| 1 \| \| Alexandre Gonçalves da Silva \| 2 \| \| Elizeu Bezerra de Souza \| 3 \| | 6      |
| Roney Acelino de Souza       | 1 |        |
| Alexandre Gonçalves da Silva | 2 |        |
| Elizeu Bezerra de Souza      | 3 |        |

* Nota: Os atletas entre parênteses não pontuaram para o resultado da equipe.

### Feminino sênior (6,1 km)
Individual
| Posição           | Atleta                          | Nacionalidade | Tempo |
| ----------------- | ------------------------------- | ------------- | ----- |
| Medalha de ouro   | Carmem de Oliveira              | Brasil        | 21:57 |
| Medalha de prata  | Viviany Anderson de Oliveira    | Brasil        | 22:04 |
| Medalha de bronze | Silvana Pereira                 | Brasil        | 22:10 |
| 4                 | Martha Tenorio                  | Equador       | 22:25 |
| 5                 | Roseli Aparecida Machado        | Brasil        | 22:31 |
| 6                 | Iglandini González              | Colômbia      | 23:24 |
| 7                 | Elisa Cobanea                   | Argentina     | 23:31 |
| 8                 | Marilú Salazar                  | Peru          | 23:48 |
| 9                 | María Inés Rodríguez            | Argentina     | 24:11 |
| 10                | Zulma Ortiz                     | Argentina     | 24:15 |
| 11                | Iracema Mesquita dos Reis       | Brasil        | 24:24 |
| 12                | Vilma Pailós                    | Argentina     | 24:35 |
| 13                | Irisdalva Tavares Almeida       | Brasil        | 26:09 |
| 14                | Raimunda Maria Brito da Fonseca | Brasil        | 27:41 |
| 15                | Nemia Coca                      | Bolívia       | 28:22 |
| 16                | Kelly Pinto Souza               | Brasil        | 32:57 |

Equipe
| Carmem de Oliveira                | 1     |
| Viviany Anderson de Oliveira      | 2     |
| Silvana Pereira                   | 3     |
| (Roseli Aparecida Machado)        | (n/s) |
| (Iracema Mesquita dos Reis)       | (n/s) |
| (Irisdalva Tavares Almeida)       | (n/s) |
| (Raimunda Maria Brito da Fonseca) | (n/s) |
| (Kelly Pinto Souza)               | (n/s) |

| Elisa Cobanea        | 4     |
| María Inés Rodríguez | 5     |
| Zulma Ortiz          | 6     |
| (Vilma Pailós)       | (n/s) |

* Nota: Os atletas entre parênteses não pontuaram para o resultado da equipe.

### Feminino júnior (3,7 km)
Individual
| Posição           | Atleta                     | Nacionalidade | Tempo |
| ----------------- | -------------------------- | ------------- | ----- |
| Medalha de ouro   | Fabiana Cristine da Silva  | Brasil        | 14:03 |
| Medalha de prata  | María Virginia Fuente      | Argentina     | 14:17 |
| Medalha de bronze | Miriam Achote              | Equador       | 14:22 |
| 4                 | Vivian Magalhães de Aguiar | Brasil        | 14:26 |
| 5                 | Carina Moncayo             | Equador       | 14:31 |
| 6                 | María Elena Calle          | Equador       | 14:35 |
| 7                 | Patricia Valenzuela        | Argentina     | 14:49 |
| 8                 | Susana Trinak              | Argentina     | 15:02 |
| 9                 | Fernanda Rodríguez         | Argentina     | 15:03 |
| 10                | Francislene da Silva       | Brasil        | 15:17 |
| 11                | Mariela Davico             | Argentina     | 15:29 |
| 12                | Adenisia Santos de Silva   | Brasil        | 15:58 |
| 13                | Norma Torres               | Equador       | 16:09 |
| 14                | Gracineide Maria de Souza  | Brasil        | 16:17 |

Equipe
| Miriam Achote     | 3     |
| Carina Moncayo    | 5     |
| María Elena Calle | 6     |
| (Norma Torres)    | (n/s) |

| Fabiana Cristine da Silva   | 1     |
| Vivian Magalhães de Aguiar  | 4     |
| Francislene da Silva        | 9     |
| (Adenisia Santos de Silva)  | (n/s) |
| (Gracineide Maria de Souza) | (n/s) |

| María Virginia Fuente | 2     |
| Patricia Valenzuela   | 7     |
| Susana Trinak         | 8     |
| (Fernanda Rodríguez)  | (n/s) |
| (Mariela Davico)      | (n/s) |

* Nota: Os atletas entre parênteses não pontuaram para o resultado da equipe.

### Feminino juvenil (2,5 km)
Individual
| Posição           | Atleta                   | Nacionalidade | Tempo |
| ----------------- | ------------------------ | ------------- | ----- |
| Medalha de ouro   | Adriana Ramos Lopes      | Brasil        | 10:03 |
| Medalha de prata  | Michelle Barreto Costa   | Brasil        | 10:21 |
| Medalha de bronze | Natalia Bourquin         | Argentina     | 10:25 |
| 4                 | Ana Maria Costa da Silva | Brasil        | 11:34 |
| 5                 | Maria Jurema Costa       | Brasil        | 12:50 |

Equipe
| Posição                  | Equipe | Pontos |
| ------------------------ | --- | ------ |
| Medalha de ouro          | Brasil · \| Adriana Ramos Lopes \| 1 \| \| Michelle Barreto Costa \| 2 \| \| Ana Maria Costa da Silva \| 3 \| \| (Maria Jurema Costa) \| (n/s) \| | 6      |
| Adriana Ramos Lopes      | 1 |        |
| Michelle Barreto Costa   | 2 |        |
| Ana Maria Costa da Silva | 3 |        |
| (Maria Jurema Costa)     | (n/s) |        |

* Nota: Os atletas entre parênteses não pontuaram para o resultado da equipe.

## Quadro de medalhas
| Ordem | País      | Medalha de ouro | Medalha de prata | Medalha de bronze | Total |
| ----- | --------- | --------------- | ---------------- | ----------------- | ----- |
| 1     | Brasil    | 10              | 6                | 4                 | 20    |
| 2     | Equador   | 2               | 0                | 1                 | 3     |
| 3     | Argentina | 0               | 4                | 2                 | 6     |
|       | TOTAL     | 12              | 10               | 7                 | 29    |

* Nota: O total de medalhas incluem  as competições individuais e de equipe, com medalhas na competição por equipe contando como uma medalha.

## Participação
De acordo com uma contagem não oficial, participaram 81 atletas (+ 1 atleta convidado) de 6 países (+ 1 país convidado).
| - Argentina (21) - Bolívia (1) | - Brasil (49) - Colômbia (2) | - Equador (7) - Peru (1) |

| Guest country: | - Grã-Bretanha (1) |